# Hippodrome du Pesquié-Bas
L'hippodrome du Pesquié-Bas se situe à Villeréal en Lot-et-Garonne.
C'est un hippodrome de trot avec une piste de 869 m en sable avec corde à droite. 
Il y est organisé de nombreuses courses de trot généralement en attelé au cours des mois de juillet et août de chaque année.